# 러일 화친 조약

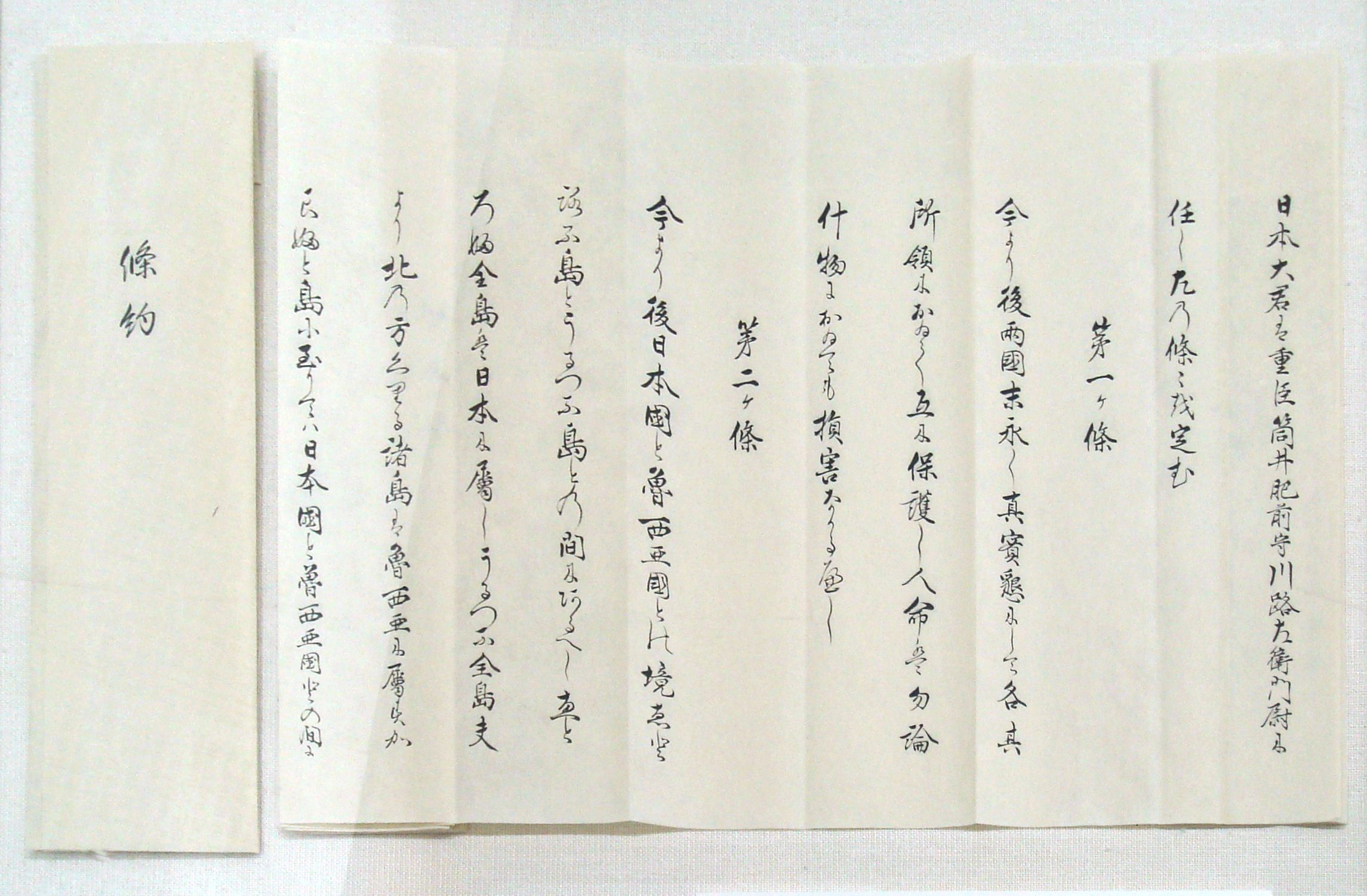

러일 화친 조약(러日和親條約)은 1855년 2월 7일 당시 에도 막부와 러시아 제국 사이에서 체결되는 조약으로, 체결된 장소는 시모다시 조라쿠지에서 협정을 체결한 조약이다.
협정 체결 당시 일본과 러시아의 경계 지점을 우루프섬과 에토로후섬을 사이에 둔 경계지점으로 설정되어 있으며 조약 체결 당시 사할린섬(구 가라후토)은 러시아와 일본의 공동 관리 구역으로 할양하였으나, 1875년에는 일본이 지시마 열도(쿠릴 열도) 전 지역과 사할린섬의 영토 교환 협정인 상트페테르부르크 조약으로 이어졌다.

## 같이 보기
- 상트페테르부르크 조약
- 북방 영토 문제
- 북방 영토의 날